# كاتو جون
كاتو جون (بالإنجليزية: Cato June)‏ هو لاعب كرة قدم أمريكية أمريكي، ولد في 18 نوفمبر 1979 في ريفرسايد في الولايات المتحدة.

## وصلات خارجية
- كاتو جون على موقع إي إس بي إن.كوم (أن.أف.أل)3
- كاتو جون على موقع مرجع كرة القدم المحترفة.كوم (الإنجليزية)
- كاتو جون على موقع JustSportsStats.com (الإنجليزية)